# Șumeikiv, Bahmaci
Șumeikiv (în ucraineană Шумейків) este un sat în comuna Kurin din raionul Bahmaci, regiunea Cernihiv, Ucraina.

## Demografie
Componența lingvistică a localității Șumeikiv
     Ucraineană (100%)
Conform recensământului din 2001, toată populația localității Șumeikiv era vorbitoare de ucraineană (100%).